# Commanderie de Saint-Jean-de-Donne
La Commanderie de Saint-Jean-de-Donne est une commanderie hospitalière de l'ordre de Saint-Jean de Jérusalem. Cette commanderie est située à Saint-Jean-de-Dône, ou Donne, est une ancienne paroisse, puis une commune qui a été rattachée en 1812 à celle de Saint-Simon et qui se trouve dans le département du Cantal en Auvergne sur une hauteur située à une distance d'environ 3 km au nord-est d'Aurillac par la route des Crêtes.
De l'Hospital, il ne reste que la chapelle devenue église paroissiale, puis succursale, Saint-Jean-de-Dône, dont dépendaient les villages ou hameaux de Dône, La Veyrines, Nozerolles, Roudadou, La Beau et l'Ouradour.
L'église, possède un clocher à peigne pour une cloche et est entourée de son cimetière.

## Historique
Le village de Dône, qu'on trouve aussi orthographié Donne, tire son nom du gaulois dunum, indiquant un ancien oppidum.
Dône est mentionné dans le codicile du testament de Géraud d'Aurillac et parmi les possessions de l'abbaye d'Aurillac énumérées dans la bulle de Nicolas IV : ... sancti Illidi, de Donhas, de Ambilis....
Il existait au XIVe siècle une famille éponymes : Guirbert de Dône, consul d'Aurillac, représente en 1314 les droits de la seigneurie dans le procès contre l'Abbaye.
Dône dépendait à cette époque en indivis de l'Abbaye d'Aurillac et des Hospitaliers de l'ordre de Saint-Jean de Jérusalem qui y avait une commanderie et qui a laissé son nom au village, appelé aujourd'hui Saint-Jean-de-Dône.
En 1559 et 1749, cette commanderie était un membre de la commanderie du Temple d'Ayen (Ayen est d'origine templière) mais elle semble avoir été à une date non précisée un membre de la commanderie de Carlat.
Le commandeur de Dône est mentionné comme ayant été présent à la revue faite par le grand maître Philippe de Villiers de L'Isle-Adam, lors des préparatifs de la défense de Rhodes,

## Commandeurs
| Nom du commandeur                                                                              | Dates     |
| François de Besson                                                                             | 1415      |
| Hugues Fabre                                                                                   | 1439      |
| Symphorien Champier                                                                            | 1474      |
| Sébastien Chanpery                                                                             | 1477      |
| Louis d'Anteroches                                                                             | 1519/1521 |
| Georges de Vauzelles, commandeur du Temple d'Ayen et de Dône                                   | 1543      |
| Germain de Brediers                                                                            | 1574      |
| Gabriel Géraud                                                                                 | 1578      |
| Louis du Pouget de Nadaillac, seigneur de Villars, commandeur de Carlat                        | 1595      |
| Ferréol Balbe                                                                                  | 1607      |
| Anne de Naberat, conseiller et aumônier du roi                                                 | 1618      |
| François de Pradal                                                                             | 1633      |
| Aymar de Murat Lestang (ou Aymery de l'Etang)                                                  | 1637/1657 |
| Étienne de Pradal                                                                              | 1669      |
| Frère Balhe (ou Balbe), commandeur du Temple d'Ayen                                            | 1679      |
| René de Métivier, magistrat de l'Ordre, commandeur du Temple d'Ayen                            | 1702      |
| Libéral Geouffre d'Aurillac (ou d'Aurussac)                                                    | 1734      |
| Charles-Augustin de Vignes de Puylaroque                                                       | 1737      |
| Gilbert Ragon                                                                                  | 1751      |
| Jean-Baptiste de Josset, commandeur du Temple d'Ayen et d'Ourzeaux, capitaine du port de Malte | 1767/1769 |
| Michel-Gabriel de Boyer                                                                        | 1780      |

## Juridiction de la commanderie
- MM. Serieys, puis Bonhoure et Charmes, étaient juges de la commanderie de Done, 1717-1745[7]